# 애크링턴

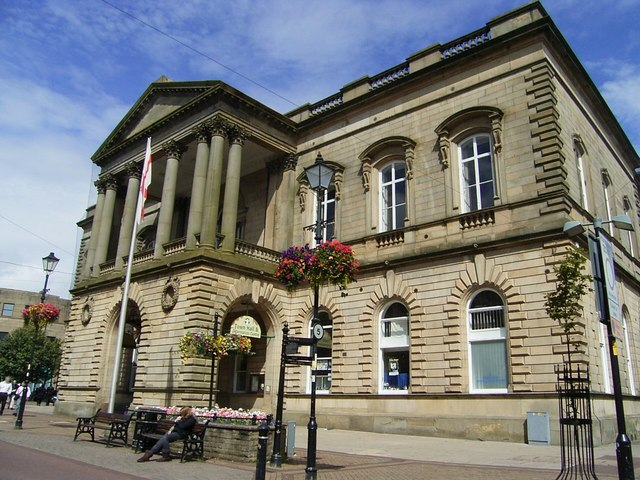
애크링턴 시청.

애크링턴(영어: Accrington)은 잉글랜드 랭커셔주의 도시이다.